# Хелхи-Ілове
Хелхи-Ілове (пол. Chełchy Iłowe) — село в Польщі, у гміні Карнево Маковського повіту Мазовецького воєводства.
Населення — 61 особа (2011).
У 1975-1998 роках село належало до Цехановського воєводства.

## Демографія
Демографічна структура станом на 31 березня 2011 року:
|          | Загалом | Допрацездатний вік | Працездатний вік | Постпрацездатний вік |
| -------- | ------- | ------------------ | ---------------- | -------------------- |
| Чоловіки | 35      | 8                  | 22               | 5                    |
| Жінки    | 26      | 4                  | 14               | 8                    |
| Разом    | 61      | 12                 | 36               | 13                   |